# Педини Амати, Федерико
Федерико Педини Амати (итал. Federico Pedini Amati; род. 1 августа 1976, Сан-Марино) — капитан-регент Сан-Марино с 1 апреля до 1 октября 2008 года вместе с Розой Дзафферани.

## Биография
Учился экономике в Римини, занимался политикой. В 2005 году вступил в Партию социалистов и демократов и в том же году вышел на руководящие должности. С 2005 по 2006 год занимал пост президента государственной молочной компании Сан-Марино. По результатам выборов 2006 года был избран в Генеральный совет Сан-Марино. Работал в комиссии по иностранным делам и общественному порядку и межпарламентской комиссии. 1 апреля 2008 года, в возрасте 31 года, стал одним из самых молодых глав государств. В 2009 году вошёл в Реформистскую социалистическую партию Сан-Марино, отколовшуюся от Партии социалистов и демократов. С мая 2011 года работал в Финансовой комиссии Республики Сан-Марино.